# 増田与兵衛
増田 与兵衛（ますだ よへえ、? - 天和2年10月19日（1682年11月18日））は、江戸時代前期の農民、義民。

## 経歴・人物
信濃国小県郡上田藩領入奈良本村の農民。天和2年（1682年）庄屋の不正を正すよう藩主仙石政明に直訴、その廉で二人の子どもと共に捕えられ死罪となる。死後77年の宝暦9年（1759年）与兵衛明神として祀られた。